# Nati nel 1405
| Questa pagina contiene informazioni ricavate automaticamente dalle voci biografiche con l'ausilio del template Bio e di un bot. L'aggiornamento è periodico e automatico e ricostruisce completamente la pagina. Se manca una persona in questa lista, sei pregato di non aggiungerla, ma accertati piuttosto che la sua voce biografica contenga il template Bio e che i dati anagrafici siano correttamente compilati. Se il template Bio manca, inseriscilo tu stesso o, in alternativa, metti l'avviso {{tmp\|Bio}} che ne segnala la mancanza. Se i dati riportati sono sbagliati, correggi direttamente la voce biografica; le modifiche saranno visibili in questa lista entro pochi giorni. Per chiarimenti vedi il progetto biografie. La lista contiene solo le 26 persone che sono citate nell'enciclopedia e per le quali è stato implementato correttamente il template Bio. Pagina aggiornata al 18 ago 2025. |

- 1º gennaio - Leonardo Mansueti, umanista italiano († 1480)
- 8 febbraio - Costantino XI Paleologo, imperatore bizantino († 1453)
- 10 febbraio - Roberto Valturio, storico italiano († 1475)
- 6 marzo - Giovanni II di Castiglia, re († 1454)
- 9 giugno - Giovanni Battista Mellini, cardinale e vescovo cattolico italiano († 1478)
- 18 ottobre - Papa Pio II, papa, vescovo cattolico e cardinale italiano († 1464)
- 17 novembre - Ugo d'Este, nobile († 1425)
- Sofia Alšėniškė, sovrana lituana († 1461)
- Barbara di Sassonia-Wittenberg, nobile tedesca († 1465)
- Thomas Beaufort, conte di Perche, nobile inglese († 1431)
- Francesco Calcagnini, politico e letterato italiano († 1476)
- Niccolò da Cornedo, scultore italiano († 1453)
- Alfonso Díaz de Montalvo, giurista spagnolo († 1499)
- Giano Fregoso, doge († 1448)
- Gennadio II di Costantinopoli, arcivescovo ortodosso e teologo bizantino († 1473)
- Francesco Giamberti, intagliatore italiano († 1480)
- Cecilia di Brandeburgo, nobile († 1449)
- Simon de Lalaing, generale olandese († 1476)
- Ludovico I di Saluzzo, marchese italiano († 1475)
- Judah Minz, rabbino italiano († 1508)
- William Neville, I conte di Kent, nobile e militare inglese († 1463)
- Sano di Pietro, pittore e miniatore italiano († 1481)
- Scanderbeg, principe e generale albanese († 1468)
- Uluğ Muhammad, sovrano mongolo († 1445)
- Lope III Ximénez de Urrea y de Bardaixi, nobile e politico spagnolo († 1475)
- Richard Woodville, nobile britannico († 1469)